# گام ایر
گام ایر (به انگلیسی: Gum Air) یک شرکت هواپیمایی است که در تاریخ ۱۹۷۲ میلادی تأسیس شده است. دفتر مرکزی گام ایر در پاراماریبو، سورینام واقع شده‌است و قطب این شرکت هواپیمایی در فرودگاه زورخ ان هوپ قرار دارد.